# Кузьомко Леонід Михайлович
Кузьомко Леонід Михайлович — декан факультету фізичного виховання Чернігівського національного педагогічного університету імені Т. Г. Шевченка, доцент, кандидат педагогічних наук. Відмінник освіти України, Заслужений працівник освіти України. А також тренер вищої категорії та спортивний суддя Національної категорії з легкої атлетики.

## Життєпис
Народився 2 вересня 1944 р. в с. Віленька Коростишівського району Житомирської області. У 1961 році закінчив Шахворостівську середню школу. У 1962 році закінчив Житомирське професійно-технічне училище № 2. Працював токарем на Харківському тракторному заводі. Під час служби в армії (1963–1966), Кузьомко Леонід Михайлович виступав у складі збірної команди військової частини з футболу, волейболу. Один рік працював на підприємстві України ВАТ «Чернігівське Хімволокно», де також виступав за збірну команду колективу з різних видів спорту. У 1967 року вступив до Чернігівського педінституту, закінчивши його у 1971, отримав диплом з відзнакою. Після закінчення інституту був асистентом кафедри теорії і методики фізичного виховання Чернігівського державного педагогічного інституту імені Т. Г. Шевченка. З 1969 по 1973 рік був комісаром Чернігівського обласного штабу студентських будівельних загонів. 1984 року він захистив дисертацію «Развитие выносливости и быстроты у девушек 9–10-х классов на уроках физической культуры» на здобуття наукового ступеня кандидата педагогічних наук в НДІ фізіології і підлітків АПН СРСР. У 1988 році йому присвоєно звання доцента кафедри легкої атлетики. З 1983 року по липень 1985 року був завідувачем кафедри легкої атлетики. З 8 липня 1985 року обіймає посаду декана факультету фізичного виховання Чернігівського державного педагогічного інституту ім. Т.Г. Шевченка (зараз – Чернігівський національний педагогічний університет ім. Т.Г. Шевченка). Був членом експертної комісії МОН України з ліцензування та акредитації вищих навчальних закладів за напрямом 0102 «фізичне виховання, спорт і здоров’я людини» з 2010 по 2013 рік.

## Наукова діяльність
Кузьомко Леонід Михайлович є автором та співавтором понад 80 публікацій, зокрема він є співавтором 2 посібників з грифом МО СРСР і МОН України: «Уроки физической культуры в 9–10 классах средней школы» (1987), «Психовалеологія» (2007) і одноосібного навчального посібника з грифом МОН України «Легка атлетика з методикою викладання» (2008). Леонід Михайлович має учнів, на сьогодні ним підготовлено три кандидати педагогічних наук.
Його науковий інтерес «Рухова підготовленість учнівської та студентської молоді».

## Професійна діяльність
Викладає навчальні дисципліни: «Легка атлетика з методикою викладання», «Вступ до спеціальності», «Олімпійський та професійний спорт» та «Спортивно-педагогічне удосконалення».
Л. М. Кузьомко більш ніж 35 років веде заняття зі спортивно-педагогічного удосконалення з бігу на короткі дистанції. Він є суддею національної категорії та тренером вищої категорії.
Кузьомко Леонід Михайлович підготував 4 майстрів спорту та 2 майстрів спорту міжнародного класу, близько 20 переможців і призерів міжнародних та національних   змагань. Він постійно працює з здобувачами, аспірантами, виступає офіційним опонентом при захисті кандидатських дисертацій, тощо.

## Нагороди та відзнаки
Леоніда Михайловича Кузьомка нагороджували почесними грамотами та подяками Міністерства освіти і науки України, обласної ради народних депутатів, облдержадміністрації, міського управління народної освіти, міської ради народних депутатів, ректорату Чернігівського національного педагогічного університету ім. Т. Г. Шевченка.
Також Л. М. Кузьомко має Медаль «20 років перемоги у Великій Вітчизняній війні 1941—1945 рр.» (1965) та знак «Відмінник освіти» (1984). У 2004 році йому присуджене почесне звання «Заслужений працівник освіти України». У 2006 році отримав нагрудний знак «Василь Сухомлинський».
Нагороджений Орденом "За заслуги" III ступеню 2018 року.